# Johannes Bach
Pour les articles homonymes, voir Bach (homonymie).
Johannes « Hans » Bach est un musicien allemand de la famille Bach. Fils de Veit Bach, ancêtre de la dynastie, il est l'arrière-grand-père paternel de Jean-Sébastien.
Il naît vers 1549-1550 à Wechmar, où il exerce la profession de boulanger. Ses prédispositions lui valent d'être recueilli à Gotha par son oncle Caspar Bach, auprès duquel il apprend la musique. Revenu à Wechmar en 1619, il fréquente diverses cours locales pour y exercer son art et côtoie ainsi de nombreux musiciens.
À la mort de son père, il reprend l'exploitation du moulin familial.
Issus d'un premier mariage dont on ne sait rien, ses trois premiers enfants seront des musiciens distingués :
- Johann Bach (1604-1673) ;
- Christoph Bach (1613-1661), grand-père paternel de Jean-Sébastien ;
- Heinrich Bach (1615-1692).

En 1619, il épouse en secondes noces à Wechmar Anna Schmied, fille d'un hôtelier. Ils auront une fille morte en bas âge en octobre 1626 et un fils mort en 1635, tous deux victimes de la peste. Lui-même meurt de cette maladie le 26 décembre 1626. L'examen des dates laisse supposer qu'il succomba à l'épidémie qui emporta sa fille, son dernier fils et sa deuxième femme.